# Francisco Tárrega

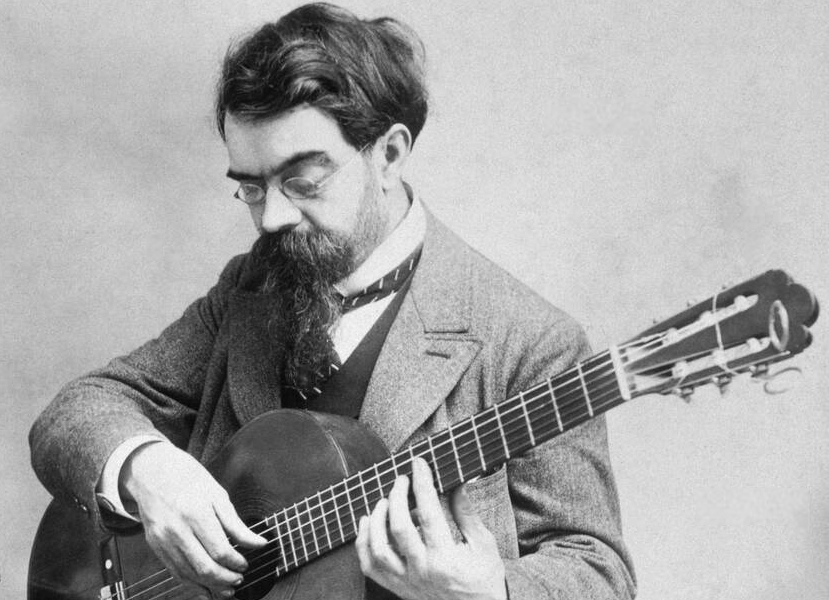
Francisco Tárrega an der Konzertgitarre

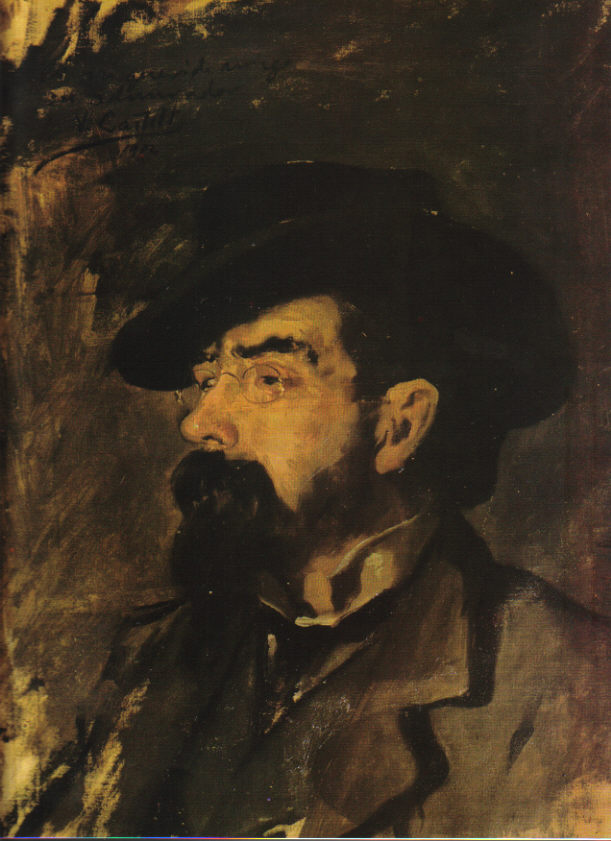
Francisco Tárrega von Vicent Castell (1904)

Francisco de Asís Tárrega y Eixea (katalanisch Francesc d’Assís Tàrrega i Eixea), bekannt als Francisco Tárrega (* 21. November 1852 in Villarreal, Spanien; † 15. Dezember 1909 in Barcelona) war ein spanischer Gitarrist, Gitarrenlehrer und Komponist. Er gilt als einer der Wegbereiter des modernen Gitarrenspiels.

## Leben

Tárrega mit Freunden (v. l. n. r. Tonico Tello, Pascual Roch, José Orellana, Francisco Corell, Baldomero Cateura, Santacruz, Manuel Loscos, Francisco Tárrega und Vicente Puchol) im Museu de la Ciutat in Valencia, 1906

Francisco Tárrega stammte aus einer musikalischen Familie. Seinen ersten Gitarrenunterricht erhielt er als Achtjähriger. Da zu dieser Zeit das Klavier die Gitarre mehr und mehr verdrängte, empfahl ihm sein Vater, das Klavierspiel zu erlernen, so dass Tárrega bereits in jungen Jahren beide Instrumente weitgehend beherrschte. Angeblich wurde Tárrega 1862 Schüler des berühmten Gitarristen Julián Arcas (1832–1882).
1869 erwarb Tárrega bei dem spanischen Gitarrenbauer Antonio de Torres (1817–1892) eine Gitarre, die sich von den bisherigen Instrumenten deutlich unterschied. Diese Gitarre war ungewöhnlich laut und klangvoll und sollte für Tárregas weiteres Gitarristenleben entscheidend sein.
1885 zog Tárrega mit seiner Frau María Josefa Rizo und dem Sohn Francisco nach Barcelona. Dort traf er auf die nationalspanischen Komponisten Isaac Albéniz (1860–1909) und Enrique Granados (1867–1916). Mit ihnen schloss er Freundschaft und bearbeitete als Erster viele der Werke von Albéniz für die Gitarre.
Drei Jahre vor seinem Tod erlitt Tárrega einen Schlaganfall, der zu einer halbseitigen Lähmung führte.

## Wirken
Das Schaffen und Wirken Tárregas bedeutet einen Markstein für die Entwicklung der Gitarrentechnik. Er gilt als der profilierteste Gitarrist und Lehrer seiner Epoche und als der Begründer einer neuen spanischen Gitarrenschule.
Zum charakteristischen klanglichen Merkmal dieser neuen Gitarristengeneration wurde der voluminöse und tragfähige Ton, den Tárrega durch den bereits von Fernando Sor (1778–1839) und – gemäß Tárrega – von Julián Arcas beschriebenen angelegten Anschlag zu erzeugen vermochte. Ab 1902 musste er aufgrund einer Nagelbetterkrankung auf das Nagelspiel verzichten und zum Anschlag mit der Fingerkuppe wechseln. Seine bekannteste Komposition, das Tremolostück Recuerdos de la Alhambra, erhielt dadurch eine neue Klangdimension. Sein letzter bedeutender Schüler, Emilio Pujol, hat Tárregas Kuppenspiel sogar zur ästhetischen Norm erhoben und dem Nagelspiel aus klanglichen Gründen vorgezogen.

Tárregas bekannteste Schüler: Andrés Segovia (1893–1987), Miguel Llobet (1878–1938), Daniel Fortea (1878–1953) und Emilio Pujol (1886–1980)

Unabhängig von spieltechnischen Neuerungen, darunter auch der zum Zeigefinger und Mittelfinger gleichberechtigte Einsatz des Ringfingers und das Verlassen des üblichen Aufstützens des Kleinfingers auf der Gitarrendecke, ging es Tárrega immer auch um die Erweiterung der künstlerischen Ausdrucksmöglichkeiten der Gitarre. Seine Schüler, allen voran Emilio Pujol (1886–1980), Miguel Llobet (1878–1938) und Daniel Fortea (1878–1953) gaben Tárregas technische und ästhetische Intentionen an die nachfolgenden Generationen weiter und hatten damit erheblichen Anteil an der Etablierung der Gitarre als Konzertinstrument im 20. Jahrhundert.
Die Stadt Benicàssim richtet zu seinen Ehren seit 1967 jährlich den Wettbewerb Certamen Internacional de Guitarra Francesc Tàrrega aus.

## Werke (Auswahl)
Sein Werk für Solo-Gitarre umfasst ca. 78 eigene Kompositionen (nicht alle sind veröffentlicht) und 120 Transkriptionen von Werken oder Werk-Fragmenten anderer Komponisten. Außerdem existieren 21 Transkriptionen für 2 Gitarren.
Einige seiner Werke, darunter auch Transkriptionen, haben aufgrund ihrer Beliebtheit in Konzertprogrammen und bei Einspielungen besondere Bedeutung erlangt:
- Gran Vals (Großer Walzer, die Takte 13–16 werden vom Handy-Hersteller Nokia als Audio-Logo und Klingelton Nokia Tune verwendet)
- Recuerdos de la Alhambra (Tremolo-Etüde)
- Sueño [1] (Mazurka)
- Sueño [2] (Tremolo-Etüde)
- Alborada (Studie für Flageoletttöne und Bindungen)
- Lágrima (Preludio)
- Capricho árabe
- Danza mora
- Adelita (Mazurka)
- Marieta (Mazurka)
- María (Tango)
- Pavana
- Oremus (Preludio, geschrieben 15 Tage vor seinem Tod; Arrangement eines Fragments des „Phantasietanz“ No. 5 op. 124 aus den Albumblättern für Klavier von Robert Schumann)
- Ludwig van Beethoven: Adagio und Allegretto aus der „Mondschein-Sonate“ (Bearbeitung für Gitarre)[8]

## Sonstiges
Die Takte 13–16 seines Werkes Gran Vals sind seit ihrer Verwendung als Nokia-Klingelton eine der bekanntesten und am häufigsten gespielten Melodien der Welt.